# Urbain VIII
Pour les articles homonymes, voir Maffeo Barberini (1631-1685), Urbain et Barberini.
Maffeo Barberini, né le 5 avril 1568 à Florence et mort le 29 juillet 1644 à Rome, est le 235e évêque de Rome et donc pape de l'Église catholique qu'il gouverne de 1623 à 1644 sous le nom d’Urbain VIII (en latin Urbanus VIII, en italien Urbano VIII).

## Jeunesse et carrière curiale
Son père Antonio Barberini, gentilhomme florentin, meurt quand Maffeo n'a que trois ans et sa mère, Camilla Barbadoro, l'emmène très jeune à Rome où il est confié à la garde de son oncle, Francesco Barberini, protonotaire apostolique. Il est éduqué au Collège romain, institution d'enseignement tenue par les Jésuites, avant de suivre des études de droit à l'université de Pise, d'où il sort avec le titre de docteur en droit.

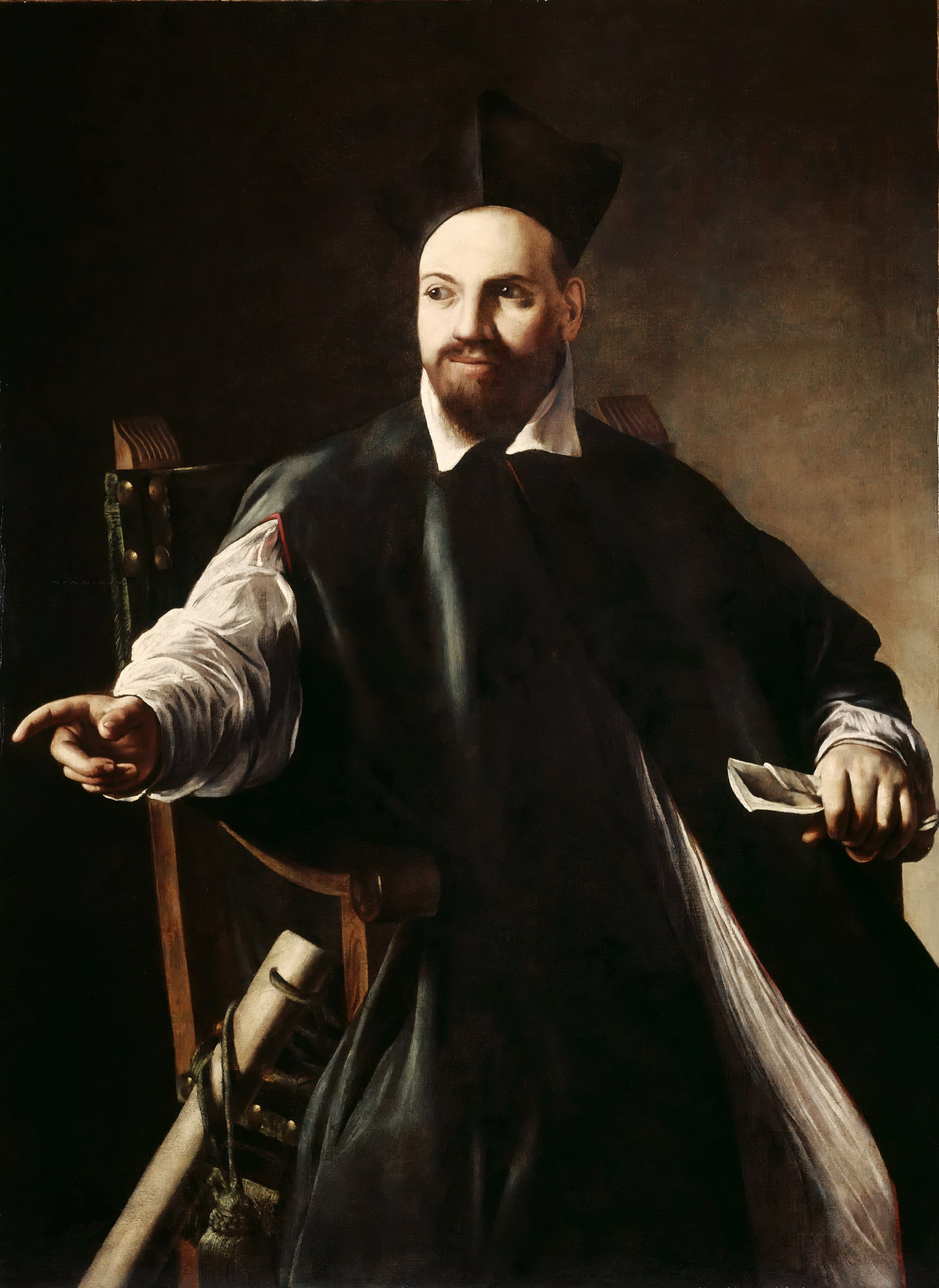
Portrait peint par le Caravage, ca. 1597-1603. Collection privée, Florence.

En 1589, après son doctorat, il entre à la Curie romaine comme référendaire au Tribunal suprême de la Signature apostolique. En 1592, le pape Clément VIII le nomme gouverneur de Fano, puis protonotaire apostolique.
En 1601, il est nommé légat apostolique pour présenter à Henri IV les félicitations pontificales pour la naissance du futur Louis XIII. Le 20 octobre 1604, il revient à Paris en tant que nonce apostolique et archevêque in partibus de Nazareth ; dans cette position il devient très influent auprès d'Henri IV. Le 11 septembre 1606, Paul V le crée cardinal-prêtre, attaché à l'église S. Pietro in Montorio, qu'il échange contre celle de Saint-Onuphre-du-Janicule le 5 septembre 1610. De 1608 à 1617, il prend des responsabilités pastorales à Spolète où il réunit un synode, achève le séminaire, et construit deux autres séminaires diocésains, à Spello et Visso ; il revient ensuite à la Curie comme préfet de la Signature apostolique.

## Le pontificat

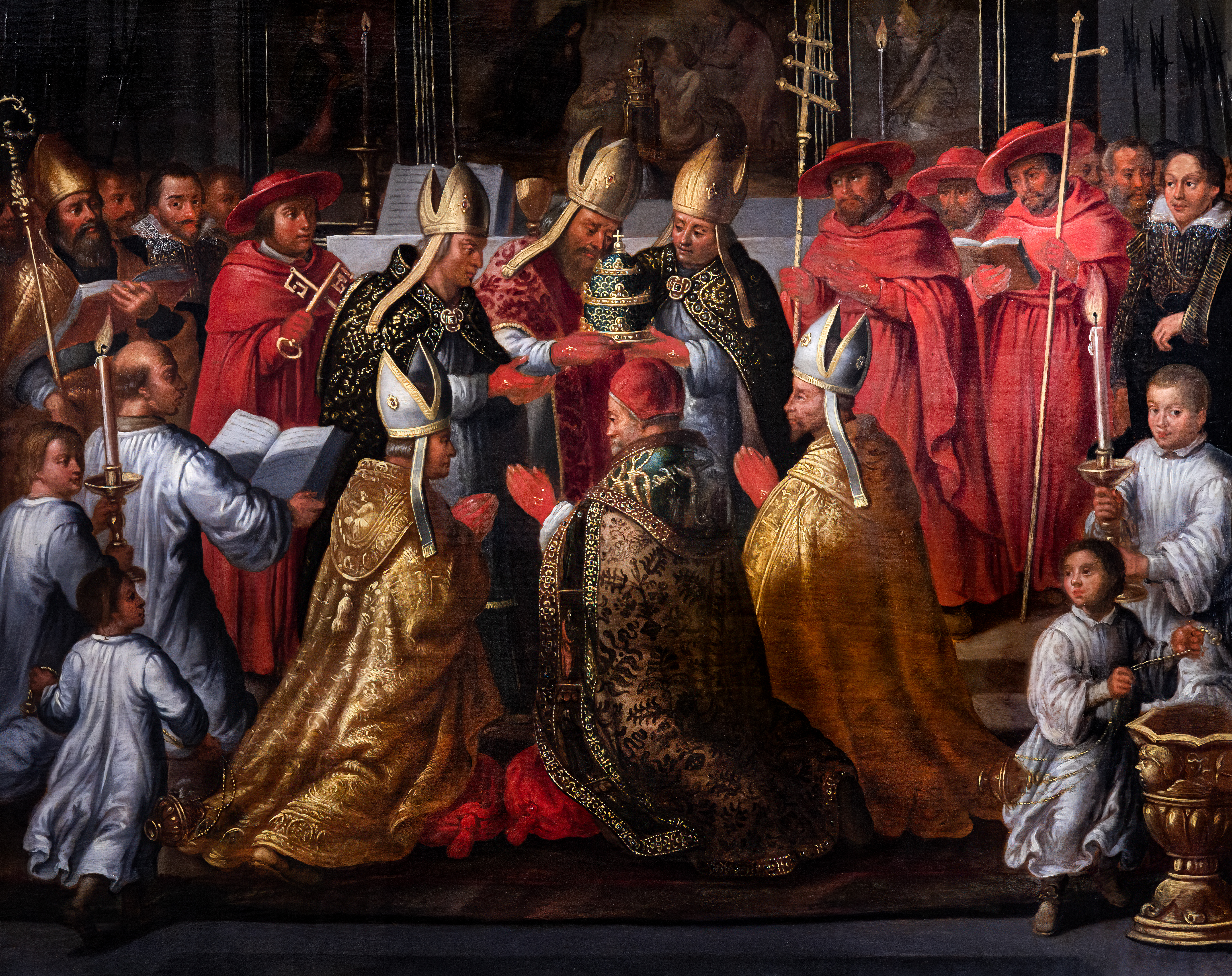
Couronnement du pape Urbain VIII en 1623 - Musée des Beaux-Arts d'Agen.

Le 19 juillet 1623, cinquante-cinq cardinaux entrèrent en conclave pour donner un successeur à Grégoire XV ; le conclave fut décimé par l'épidémie de malaria mais le 6 août, le cardinal Maffeo Barberini reçut cinquante voix et prit le nom d'Urbain VIII.
En raison des fièvres qui sévissaient toujours à Rome, il fut obligé de reporter son intronisation au 29 septembre.
On raconte qu’avant de s'autoriser à revêtir la tenue pontificale, il se prosterna devant l'autel, priant Dieu de le faire mourir si son pontificat ne devait pas se faire pour le bien de l'Église.
Il commença son pontificat en officialisant le jour même de son élection les bulles de canonisation de Philippe Néri, Ignace de Loyola, François Xavier, qui avaient été canonisés par Grégoire XV, et fut témoin d'une lévitation de Joseph de Cupertino.
Lui-même canonisa :
- Élisabeth de Portugal, le 25 mai 1625 ;
- André Corsini, le 22 avril 1629.

Il béatifia :
- Marguerite de Lorraine-Vaudémont, duchesse d'Alençon († 1521) ;
- Jacques de la Marche, franciscain observant, le 12 août 1624 ;
- François Borgia, jésuite, le 23 novembre 1624 ;
- Sérapion d'Alger, mercédaire, le 23 mars 1625 ;
- André Avellin, le 10 juin 1625 ;
- Félix de Cantalice, minorite, le 1er octobre 1625 ;
- Marie-Madeleine de Pazzi, le 8 mai 1626 ;
- Gaétan de Thiene, le fondateur des théatins, le 8 octobre 1629 ;
- Jean de Dieu, le 21 septembre 1630, et
- Josaphat Koncévitch, le 16 mai, 1643.

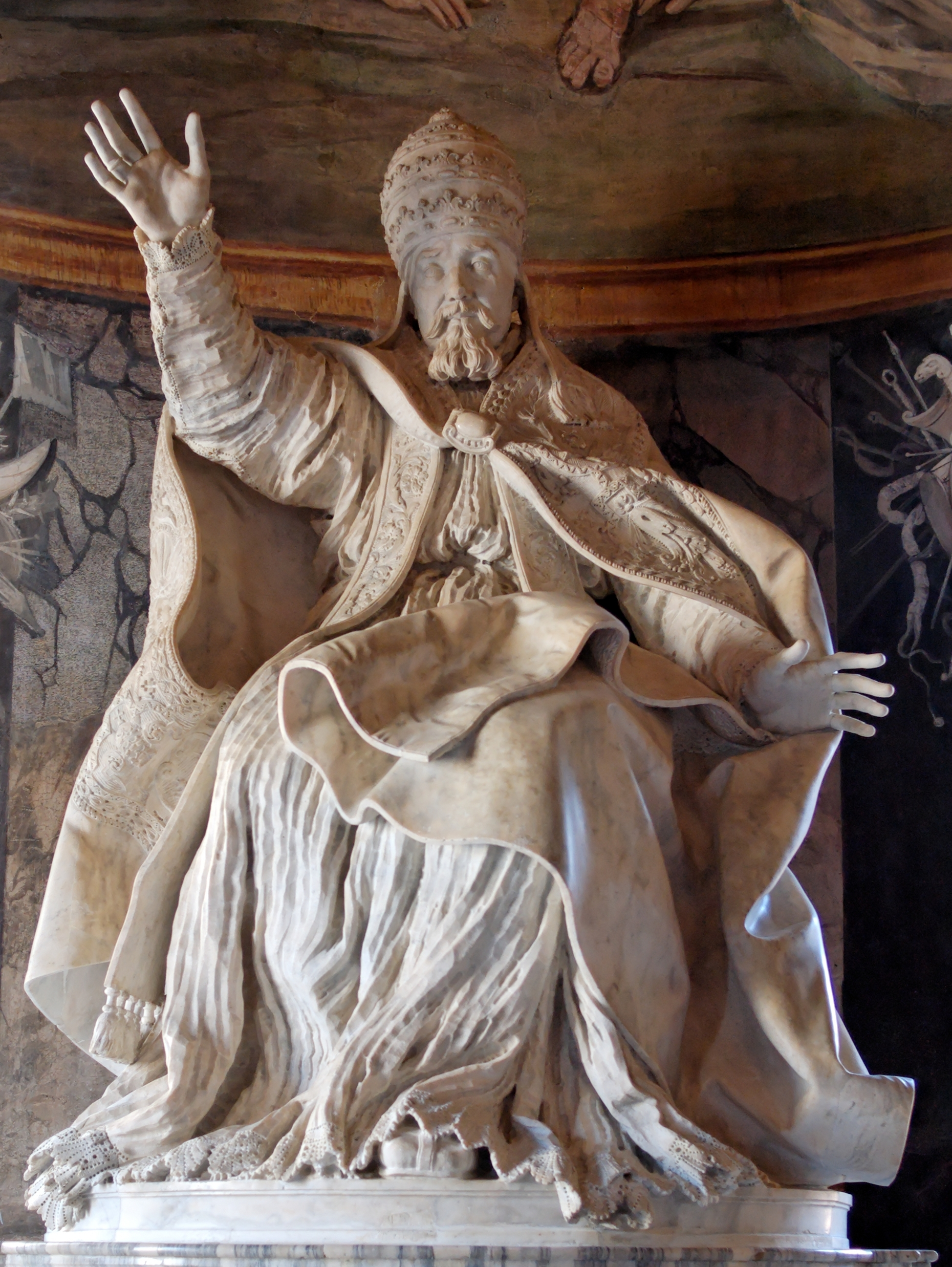
Statue honoraire du pape Urbain VIII par Le Bernin.

Il réserva au Saint-Siège les béatifications de saints et, dans une bulle du 30 octobre 1625, mit en place un procès préalable (super non cultu) à toute béatification ou canonisation. Tout saint potentiel qui aurait connu une vénération populaire publique ou privée précédant le jugement du Saint-Siège se verrait refuser la béatification et la canonisation. L'Église catholique romaine demande toujours un respect des ordonnances de Urbain VIII lors de la canonisation des saints.
Il interdit qu'on représentât avec l'auréole de sainteté des personnes n'ayant pas été canonisées ou béatifiées, et qu'on plaçât devant leur sépulture des lampes, des tables, etc. On ne devait pas non plus imprimer les miracles ou les révélations qu'on leur attribuait.
Une bulle ultérieure, du 13 septembre 1642, réduisit à trente-quatre le nombre de jours de fête d'obligation en dehors du dimanche. Il introduisit dans le bréviaire de nombreux nouveaux offices. Il composa la totalité de l'office propre de sainte Élisabeth et écrivit les hymnes pour les fêtes de saint Martin, saint Herménégilde, et sainte Élisabeth de Portugal. Un livre de poèmes, qu'il avait écrits avant de devenir pape, fut publié pendant son pontificat avec le titre : Maphei Cardinalis poemata Barberini (Rome, 1637). C'est en 1625 qu'il refuse la reconnaissance de la Société de Bretagne comme Congrégation. En 1629, il nomma un comité pour la réforme du bréviaire, en approuva les corrections, le 19 septembre 1631, et les intégra à l'édition officielle du bréviaire romain, publiée l'année suivante.
En 1627, il donna sa forme définitive à la célèbre bulle In Cœna Domini. C'est par un bref pontifical en date du 8 novembre 1627 adressé au Cardinal Pierre de Bérulle et à son nonce en France, Bernardino Spada, qu'il ordonne le rattachement de la Société de Bretagne à la Congrégation de Saint-Maur. Cette même année 1627, il fonda le Collegium Urbanum, destiné à former les futurs missionnaires.
En 1634, il enjoignit à tous les évêques exerçant des fonctions, cardinaux compris, de respecter la résidence dans leur évêché ordonnée par le concile de Trente. Au cours de son pontificat eut lieu le deuxième procès de Galilée et sa condamnation par l'Inquisition romaine. Le 6 mars 1642, il publia la bulle In eminenti qui condamnait l'Augustinus de Jansénius. Il favorisa également les missions, et créa de nombreux diocèses dans les pays en voie d'évangélisation.
Il fut également le dernier pape à étendre les États pontificaux.

### L'affaire Galilée
Du 23 septembre 1632 au 22 juin 1633 se déroule le procès de Galilée, au terme duquel l'Inquisition obtient la condamnation et l'abjuration du savant florentin.
La thèse (discutée) de Pietro Redondi mérite d'être brièvement présentée ici.
Dans le contexte de la Contre-Réforme et de lutte contre le protestantisme, sur fond de guerre de Trente Ans (précisément à un moment où les forces protestantes de Gustave II Adolphe de Suède vont de victoire en victoire), Urbain VIII est attaqué et gravement mis en cause en plein consistoire le 8 mars 1632. Une coterie de prélats pro-espagnols conduits par le cardinal Borgia lui reproche sa mollesse envers les hérétiques. Les Barberini sont en très grande difficulté.
Par ailleurs, de très graves accusations sur les conséquences théologiques implicites des thèses galiléennes sont dénoncées de longue date au Saint-Office par des jésuites. Elles reposent sur un point central du dogme catholique tel que l'a défini la treizième session du concile de Trente : la transsubstantiation lors de l'Eucharistie.
Si l'accusation était prouvée, l'amitié, de notoriété publique, qui lie le pape florentin à l'astronome (c'est le premier qui a commandité et donc financé l'étude du second) pourrait compromettre définitivement le Souverain pontife. La publication du Dialogo de Galilée aurait été l'occasion, plus que la cause, du fameux procès. Le procès de Galilée n'aurait donc été qu'un subterfuge : condamner le savant pour des griefs mineurs (héliocentrisme, non-respect de l'interdit de Copernic prononcé en 1616 par le cardinal Bellarmin) pour lui éviter l'emprisonnement. De plus, en sacrifiant Galilée, le pape se serait sauvé lui-même.
Toujours ami du savant, et compte tenu de l'abjuration de Galilée, il adoucit d'ailleurs immédiatement ses conditions de détention, en commuant sa peine en assignation à résidence.
Une autre thèse défendue par Francesco Beretta est que l'on aurait reproché à Galilée d'avoir utilisé au profit de la thèse héliocentrique l'argument de la toute-puissance divine, qu'Urbain VIII avait demandé d'insérer dans le Dialogue sur les deux grands systèmes du monde.
Le 31 octobre 1992, lors de la conclusion des travaux de la commission d'étude de la controverse ptoléméo-copernicienne, Jean-Paul II a reconnu les erreurs de l'Église dans l'affaire Galilée. Dans son discours, il mentionne les erreurs commises par la plupart des théologiens de l'époque, mais il ne mentionne pas la responsabilité personnelle d'Urbain VIII (voir repentance de l'Église).

### Un pape bâtisseur
Urbain VIII a également été un grand bâtisseur. Admirateur du Bernin, il lui demande d'achever le palais Barberini commencé par Carlo Maderno et Francesco Borromini. Il lui commande également le célèbre baldaquin surplombant l'autel pontifical de la basilique Saint-Pierre (1633). Le bronze nécessaire à sa construction est arraché au revêtement des poutres du portique du Panthéon, d'où le sarcasme romain : Quod non fecerunt barbari, fecerunt Barberini (« ce que n'ont pas fait les barbares, les Barberini l'ont fait »).

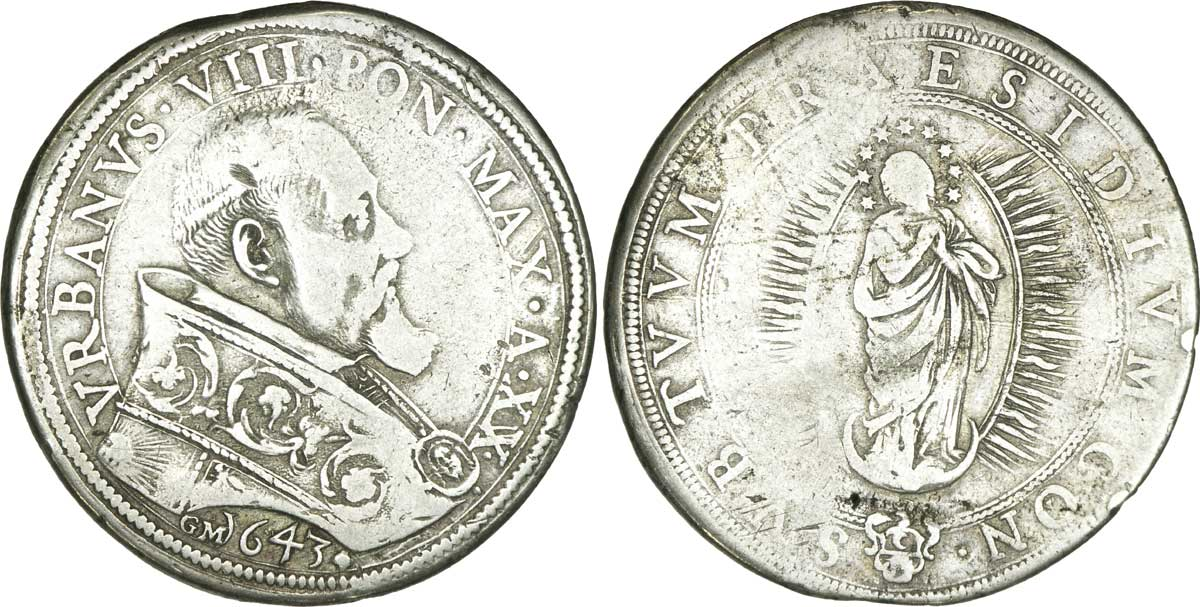
1 Piastre à l'effigie d'Urbain, an, pièce frappée en 1643.

En 1626, il inaugure la nouvelle basilique. Il fait également fortifier le château Saint-Ange et transforme Civitavecchia en port militaire.
Important mécène, il soutient des artistes. Il avait rencontré Pierre de Cortone, au palais Sacchetti, alors qu'il n'était que le cardinal Mafeo Barberini, et est devenu son protecteur. Il lui obtint sa première grande commande, le cycle de décors à fresque de l'église Santa Bibiana à Rome (1624-1626), dont la façade a été réalisé par le Bernin. Il encouragea également les peintres Nicolas Poussin ou Claude Lorrain à qui il commanda entre autres, en 1637, deux pendants conservés dans la collection Northumberland et dont des répétitions autographes sont conservées au Louvre. C'est lui aussi qui, en 1635, nomme Athanasius Kircher au Collège romain.

### Le sens de la famille

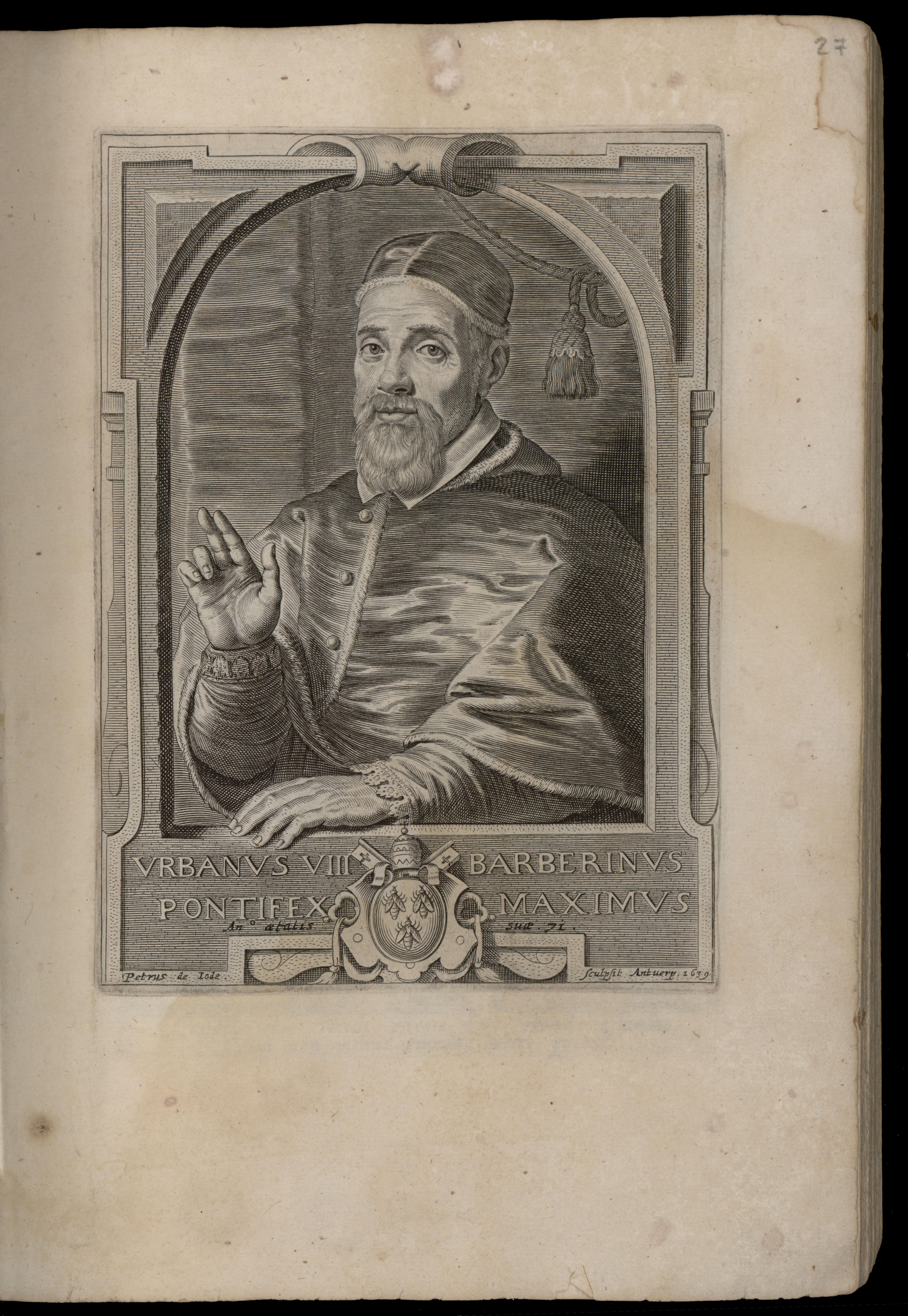
Portrait d'Urbain VIII, réalisé par Pieter de Jode le Jeune en 1639

Le pontificat d'Urbain VIII se caractérise par un usage assez courant à l'époque, mais poussé à un rare degré sous le pape Barberini : le népotisme, qui fut peut-être son plus grand défaut.
Trois jours après son sacre, il nomma cardinal son neveu Francesco Barberini, et en 1627 il le fit bibliothécaire du Vatican ; et en 1632 vice-chancelier. Francesco toutefois n'abusa pas de son pouvoir. Il construisit le grand palais Barberini et fonda la célèbre bibliothèque Barberini qui fut acquise par le pape Léon XIII en 1902 et fait partie de la Bibliothèque du Vatican.
Un autre neveu d'Urbain, Antonio Barberini le Jeune, fut sacré cardinal en 1627, devint camerlingue en 1638, puis commandant en chef des troupes pontificales. Il était légat à Avignon et à Urbino en 1633 ; à Bologne, à Ferrare et en Romagne en 1641.
Antonio, le frère d'Urbain, qui était capucin, reçut en 1625 le diocèse de Senigaglia, fut créé cardinal en 1628, et plus tard nommé grand pénitencier et bibliothécaire du Vatican. Un troisième neveu, Taddeo Barberini, fut fait prince de Palestrina et préfet de Rome.
On imagine difficilement toutes les richesses que la famille Barberini a pu accumuler grâce au népotisme d'Urbain VIII. Enfin, tourmenté de scrupules au sujet de ce népotisme, Urbain VIII nomma deux fois une commission spéciale de théologiens pour étudier si ses neveux pouvaient légitimement conserver leurs possessions, mais à chaque fois, la commission se prononça en leur faveur. Dans la deuxième commission siégeaient le Cardinal Lugo et le Père Lupis.
Abusant de leur crédit, les Barberini voulurent enlever au duc de Parme, Édouard Farnèse, les duchés de Castro et de Ronciglione, et firent déclarer la guerre à ce prince par le pape ; après d'inutiles efforts, ils furent obligés de renoncer à leur projet. Ils se rendirent si odieux par leurs exactions, qu'à la mort d'Urbain VIII, en 1644, ils furent forcés de quitter l'Italie. Dans l'ensemble, la famille Barberini a amassé de grandes richesses sous le pontificat d'Urbain VIII, mais elle connaitra quelques déboires sous les papes suivants, et se réfugiera en France.

## Succession apostolique
Urbain VIII a ordonné les évêques suivants :
- Évêque Orazio Spannocchi (1609)
- Archevêque Flaithrí Ó Maolchonaire (en), O.F.M. (1609)
- Évêque Antonio Diaz (it) (1616)
- Évêque Lorenzo Castrucci (1617)
- Évêque Giovanni Battista Stella (1619)
- Cardinal Cosimo de Torres (1621)
- Évêque Giovanni Mascardi (en) (1621)
- Archevêque Ercole Rangoni (en) (1622)

## Cinéma et télévision
Urbain VIII a été interprété par :
- Jean Martinelli dans D'Artagnan amoureux, mini-série de Yannick Andréi (1977).
- Jean-Pierre Marielle dans Galilée ou l'Amour de Dieu, de Jean-Daniel Verhaeghe (2006).